# Lesotho tại Thế vận hội Mùa hè 2008
Lesotho đưa một phái đoàn đến tham dự Thế vận hội Mùa hè 2008 tại Bắc Kinh.

## Điền kinh
| Vận động viên            | Nội dung     | Vòng loại | Vòng loại | Tứ kết  | Tứ kết | Bán kết | Bán kết | Chung kết      | Hạng |
| Vận động viên            | Nội dung     | Kết quả   | Hạng      | Kết quả | Hạng   | Kết quả | Hạng    | Kết quả        | Hạng |
| ------------------------ | ------------ | --------- | --------- | ------- | ------ | ------- | ------- | -------------- | ---- |
| Moses Moeketsi Mosuhli   | Marathon nam |           |           |         |        |         |         | Không hoàn tất |      |
| Simon Tsotang Maine      | Marathon nam |           |           |         |        |         |         | Không hoàn tất |      |
| Clement Mabothile Lebopo | Marathon nam |           |           |         |        |         |         | Không hoàn tất |      |
| Mamorallo Tjoka          | Marathon nữ  |           |           |         |        |         |         | Không hoàn tất |      |

## Quyền Anh
| Vận động viên         | Nội dung | Vòng 32                  | Vòng 16            | Tứ kết             | Bán kết            | Chung kết          |
| Vận động viên         | Nội dung | Kết quả đối nghịch       | Kết quả đối nghịch | Kết quả đối nghịch | Kết quả đối nghịch | Kết quả đối nghịch |
| --------------------- | -------- | ------------------------ | ------------------ | ------------------ | ------------------ | ------------------ |
| Emanuel Thabiso Nketu | Hạng gà  | Bruno Julie (MRI) L 8-17 | Bị loại            | Bị loại            | Bị loại            | Bị loại            |